# Стебка
Стебка — це дерев'яна наземна споруда зрубної конструкції, яка має глиняну долівку та дерев'яну стелю.
Стебка зазвичай опалювалась взимку і служила приміщенням для приготування їжі тваринам, зберігання трав та інших продуктів, які потребували тепла. Зараз це на зразок складу тощо. Стебка була поширена в північних районах України. В різних областях вона мала відмінності у побудові. Більш детально познайомитись зі стебками та побачити їх вигляд можна у 
Національному музеї народної архітектури та побуту України.

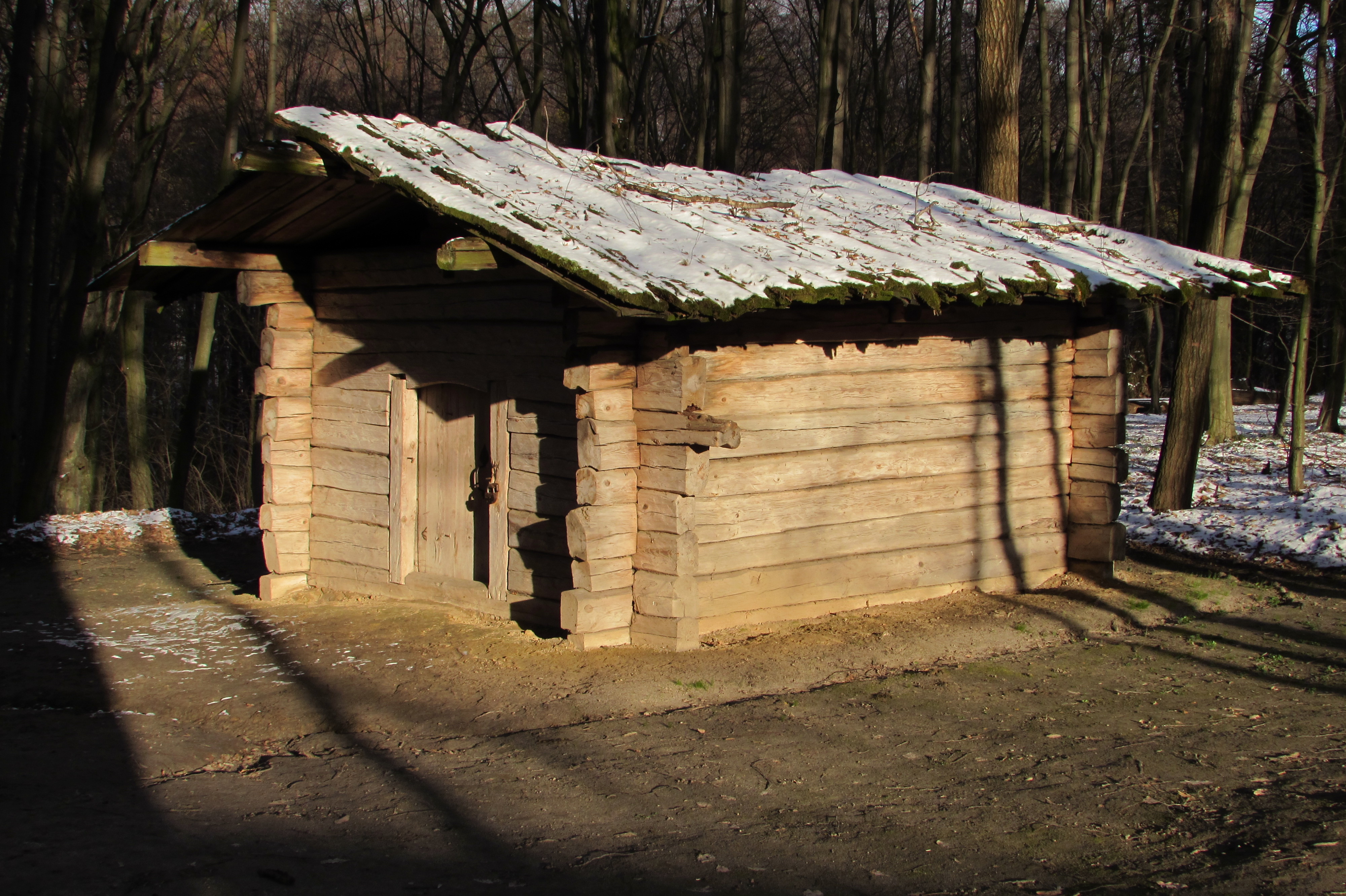
Стебка з с. Юрове на Житомирщині. Нині знаходиться в Національному музеї народної архітектури та побуту України